# Jean-Étienne Dufour
Pour les articles homonymes, voir Dufour.
Jean-Étienne Dufour (30 avril 1840, Plainpalais - 7 septembre 1893, Yverdon) est un homme politique suisse.

## Biographie
Fils du joaillier Jean-Étienne Dufour et de Charlotte Berthoud, il fonde une maison d'horlogerie en 1860, dont il assure la direction. Il est par ailleurs administrateur de diverses compagnies de chemin de fer et sert en tant que colonel d'artillerie.
Prenant part à la fondation du parti démocratique genevois en 1875, il est conseiller d'État ; chargé du Département militaire de 1879 à 1885, il le réorganise, puis il crée le Département de l'industrie et du commerce, dont il a la charge de 1889 à sa mort. Il est également conseiller national de 1884 à 1893.
Il prend une part active à la préparation de l'Exposition nationale à Genève de 1896.